# Front uni (Inde)
Pour les articles homonymes, voir Front uni.
Le Front uni est une ancienne coalition politique indienne conduite par le Janata Dal et qui forme le gouvernement entre 1996 et 1998. Sa composition est similaire à celle du Front national, qui gouverne l'Inde entre 1989 et 1991.

## Histoire
Les élections législatives de 1996 n'aboutissent à aucune majorité à la Lok Sabha. Le Bharatiya Janata Party, arrivé en tête avec 161 sièges, est chargé de former le gouvernement mais Atal Bihari Vajpayee échoue après 13 jours. Le Congrès national indien refuse de diriger le gouvernement malgré ses 140 sièges mais s'accorde avec le Parti communiste d'Inde (marxiste) pour soutenir de l'extérieur un gouvernement de coalition dirigé par le Janata Dal. Le « Front uni » ainsi formé comprend en plus du Janata Dal le Samajwadi Party, le Dravida Munnetra Kazhagam, l'Asom Gana Parishad, le Tamil Maanila Congress, le Parti communiste d'Inde et le Telugu Desam Party. Avec l'accord du Congrès et du PCI(M), et après les refus de V. P. Singh et de Jioty Basu, le ministre en chef du Karnataka H. D. Deve Gowda devient Premier ministre.
En 1997 toutefois, le Congrès retire son soutien à Gowda. Inder Kumar Gujral le remplace jusqu'en 1998. Lorsque ce dernier gouvernement tombe à son tour, de nouvelles élections sont convoquées.